# Искусственное осеменение
Искусственное осеменение — введение спермы животного в половые пути самки искусственным методом, при котором сперму у самца получают заблаговременно. Используется в животноводстве для получения большого количества потомства от ценных племенных самцов. Преимуществом перед естественным спариванием является возможность транспортировки спермы (в замороженном виде) на большие расстояния и осеменение самок животных в удаленных хозяйствах, более эффективное использование спермы (разделение эякулята на несколько порций), преодоление отказа животных от спаривания (часто используется в зоопарках для получения потомства у редких и исчезающих видов животных).
Искусственное осеменение проводит техник-осеменатор (разг.: осеменатор). Планирует, организует и следит за чистотой породы — зоотехник. В исключительных случаях, при их отсутствии, могут привлекаться, к примеру доярка, ветеринарный врач-гинеколог.

## История
Существует легенда о том, что за 800 лет до н. э. ассирийцы вводили губку во влагалище кобылы и после коитуса с жеребцом переносили эту губку со спермой во влагалище другой кобылы для получения высококачественного потомства. В арабской летописи отмечается, что в 286 году новой эры один бедуин из Северной Африки, не имея возможности получить приплод от жеребца, принадлежащего его сопернику, ввел во влагалище одной из кобыл, пасшихся с этим жеребцом, пучок конских волос. Затем извлек его после коитуса, быстро перевез и ввел во влагалище своей кобылы и таким образом искусственно осеменил её.
Первые зафиксированные опыты по искусственному осеменению животных были проведены в XVIII веке итальянцем Ладзаро Спалланцани, хотя такие эксперименты были известны и древним магам, жрецам и алхимикам, данных о результатах исследований не сохранилось. В дальнейшем теоретические и практические основы искусственного осеменения животных были разработаны главным образом русскими учёными.
В середине XIX века русский рыбовод В. П. Врасский установил возможность оплодотворения икринок при орошении их молоками. В дальнейшем Ф. Хелховский, К. Лидеман, Н. Енишерлов и др. получили потомство путём искусственного осеменения животных. Но первые широкомасштабные исследования по биологии размножения и искусственному осеменению были проведены И. И. Ивановым. Опытами И. Иванова была доказана возможность разделения эякулята спермы на дозы для осеменения нескольких самок. Исследована возможность разбавления спермы и сохранения её вне организма. Под руководством И. Иванова в 1930 году в хозяйствах СССР было искусственно осеменено более 100 тысяч животных.
С 1960-х годов в Советском Союзе ежегодно искусственно осеменялось более 80 млн маток сельскохозяйственных животных.
Большой вклад в развитие искусственного осеменения животных внесли В. К. Милованов, О. Ф. Нейман, А. В. Квасницкий, И. И. Соколовская, И. В. Смирнов, Г. В. Паршутин, П. Н. Скаткин, Ф. В. Ожин и многие другие. В результате творческой работы большого коллектива учёных совершенствовалась технология, организация и техника искусственного осеменения сельскохозяйственных животных. Проводилась работа по длительному хранению спермы при низких температурах (-196 °C) и эксперименты по трансплантации и длительному хранению эмбрионов в жидком азоте.

### Получение спермы

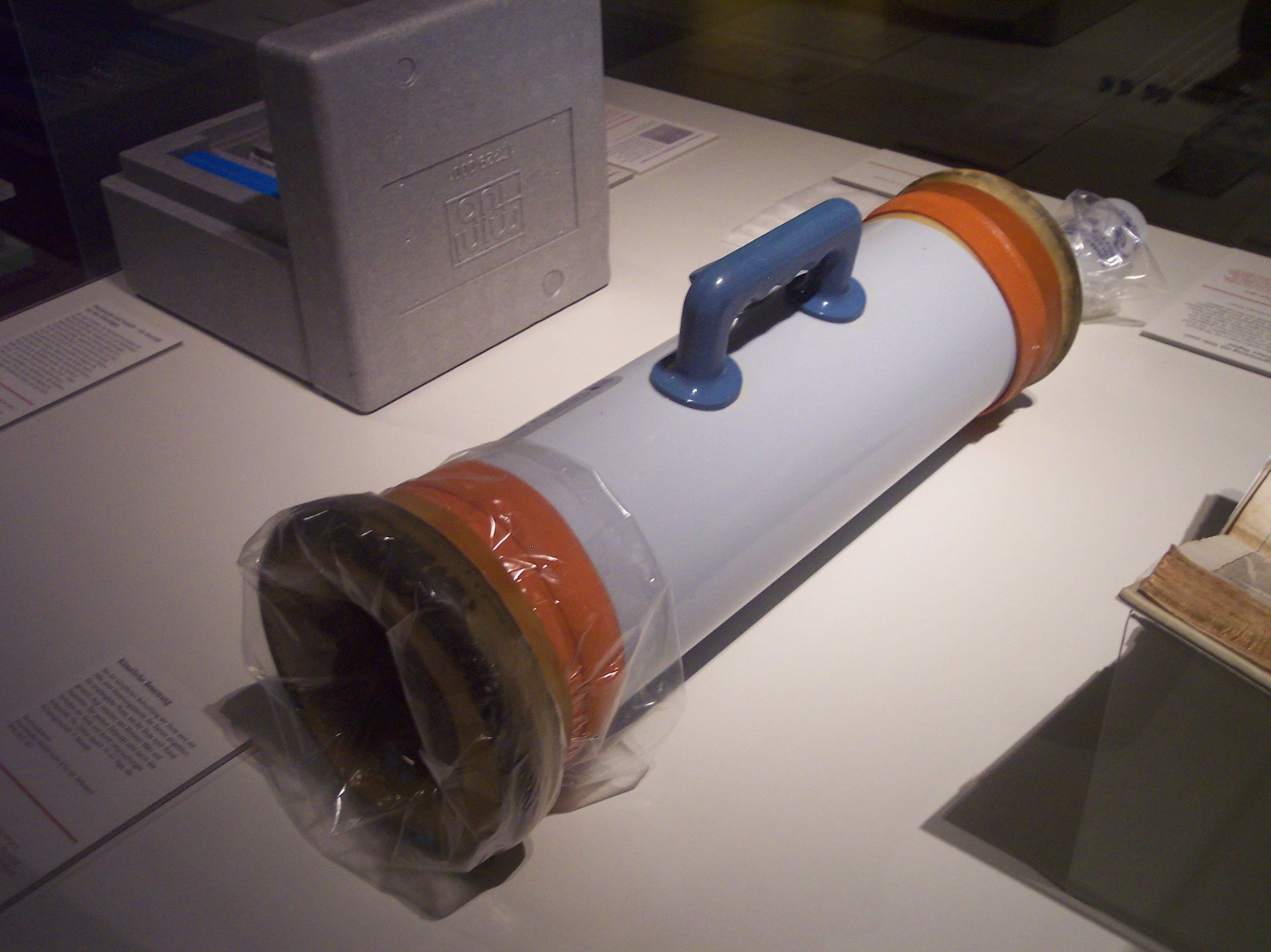
Ручная искусственная вагина для получения спермы у жеребцов, быков

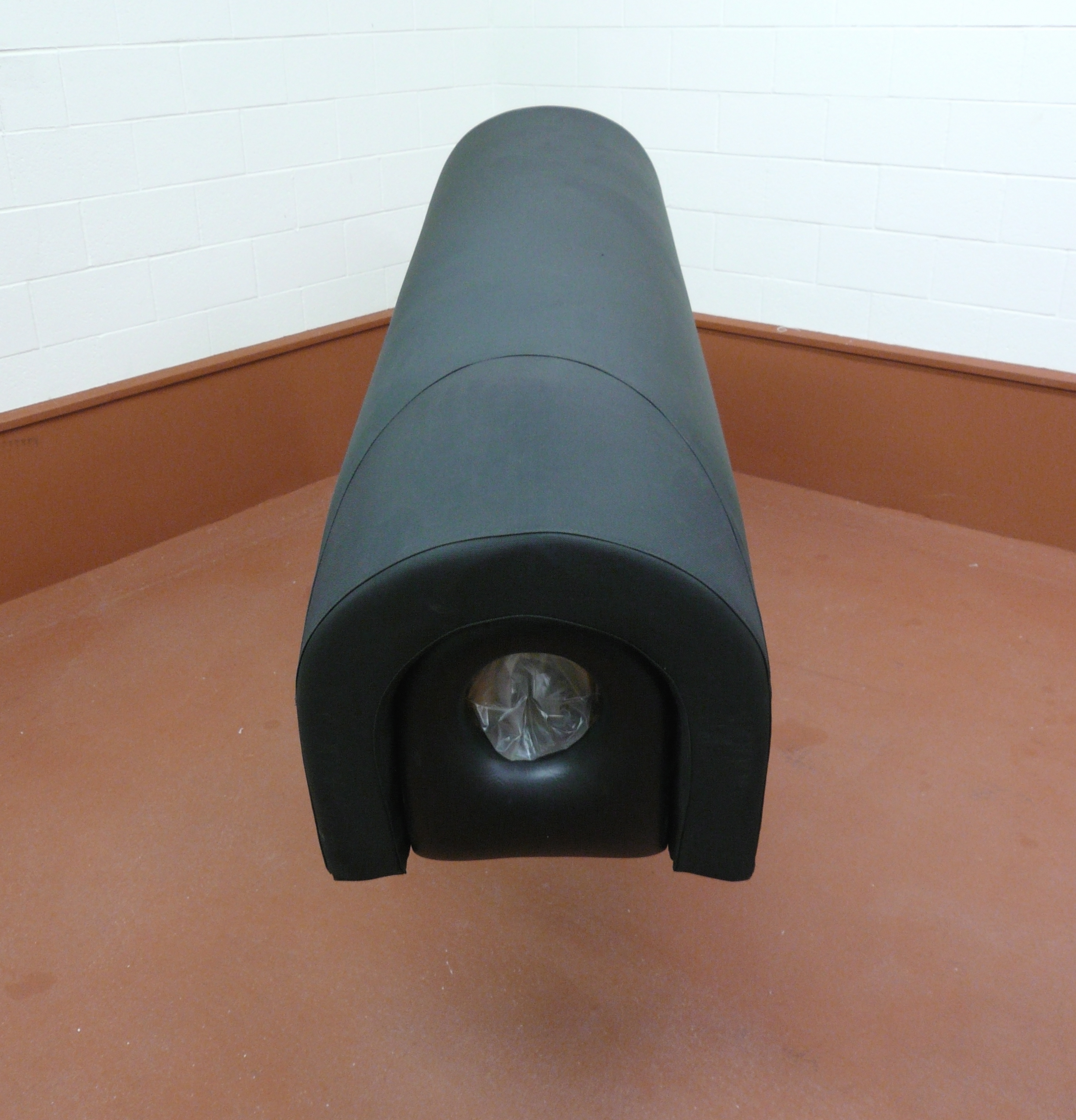
Приспособление для сбора спермы используемое в коневодстве

Методы получения спермы подразделяются на хирургические, влагалищные и уретральные. Хирургический метод заключается в извлечении спермиев из придатков семенников убитого самца или после его кастрации. Этот метод разработал И. И. Иванов. Таким путём получили сперму от диких баранов — архаров и вывели новую породу — архаромеринос. Влагалищные методы заключаются в извлечении спермы из влагалища самки после спаривания с производителем при помощи влагалищного зеркала и специальной ложки или посредством губки. Губочный метод был доведён до совершенства И. И. Ивановым. К недостаткам методов относится также возможность переноса заразных болезней. К уретральным методам относят массаж ампул спермиопроводов, фистульный, электроэякуляции, спермособирателя и искусственной вагины. Наиболее распространён метод искусственной вагины. Впервые прибор с названием искусственная вагина был предложен итальянцем Джузеппе Амантеа в 1913 году для получения спермы от собаки. Искусственную вагину для быка создали И. М. Родин, Н. А. Комиссаров, В. И. Липатов в 1932 году. Поэтому в литературе многих стран получение спермы при помощи искусственной вагины называли «русским методом».
К методу получения спермы предъявляется ряд требований. Он должен обеспечивать сбор эякулята в полном объёме, исключать травматизацию спермиев, гарантировать высокое санитарное качество спермы, быть безопасным для здоровья производителя и не снижать его половую потенцию.

### Хранение и транспортировка
Сперму, сохраняемую при низких температурах, замораживают на племпредприятиях при −196 °С в соломинках, необлицованных и облицованных гранулах (при замораживании спермы в среды вводят глицерин, сахара, желток куриного яйца и цитрат натрия). При краткосрочном хранении сперму, сохраняемую при 2-4°С, после взятия у производителей разбавляют и постепенно охлаждают, а затем отправляют на пункты упакованные в одноразовые пробирки или ампулы (флаконы) в термосе со льдом. При транспортировке лёд должен находиться в термосе под и над упаковкой со спермой. Оттаивать замороженную сперму нужно быстро, чтобы не образовались кристаллы, которые, как указывалось, губительно действуют на спермии. Для оттаивания спермы необходима водяная баня и специальный разбавитель. В качестве разбавителей в Приморском крае используется 2,9 % раствор лимоннокислого натрия, расфасованный в стеклянные ампулы объёмом 1 мл, а также желточный разбавитель.

### Оценка качества спермы
Визуальная оценка включает определение объёма, цвета, запаха и консистенции спермы. У барана объём спермы составляет 0,8—2,0 мл, у быка — 3,0—5,0 мл, у хряка — 250—500 мл. Цвет спермы у барана и быка белый с желтоватым оттенком, а у хряка и жеребца — молочно белый с сероватым оттенком. Сперма обычно не имеет запаха, но у баранов может иметь запах жиропота, а у быков — парного молока. Консистенция спермы у барана сметанообразная, у быка — сливкообразная, у хряка и жеребца — водянистая.
Сперматозоиды в сперме могут двигаться прямолинейно-поступательно, манежно или колебательно. Подвижность спермиев оценивают по десятибалльной шкале. Высшую оценку (10 баллов) получает сперма, в которой практически все спермии имеют прямолинейно-поступательное движение. При оценке 9 баллов таких спермиев 90 %, 8 баллов — 80, 7 баллов — 70 % спермиев движутся прямолинейно-поступательно и т. д. Замороженную сперму оценивают после оттаивания. В соответствии с ГОСТ 26030-83 «Сперма быков замороженная» к использованию допускается сперма быков-производителей, имеющая следующие характеристики:
- подвижность спермиев — не ниже 4 (40) баллов (%);
- число спермиев с прямолинейно-поступательным движением (ППД) в дозе — не менее 15 млн;
- объём дозы — 0,1—1,0 см³;
- выживаемость спермиев при 38 °С — не менее 5 ч;
- колититр — отрицательный;
- микроорганизмы, вызывающие инфекционные заболевания, не допускаются[8].

От высокоценных быков-производителей и улучшателей, а также от быков, происходящих от родителей, признанных улучшателями, допускается к использованию сперма с подвижностью не ниже 3 баллов и числом спермиев с прямолинейно-поступательным движением в дозе не менее 10 млн.

### Техника осеменения

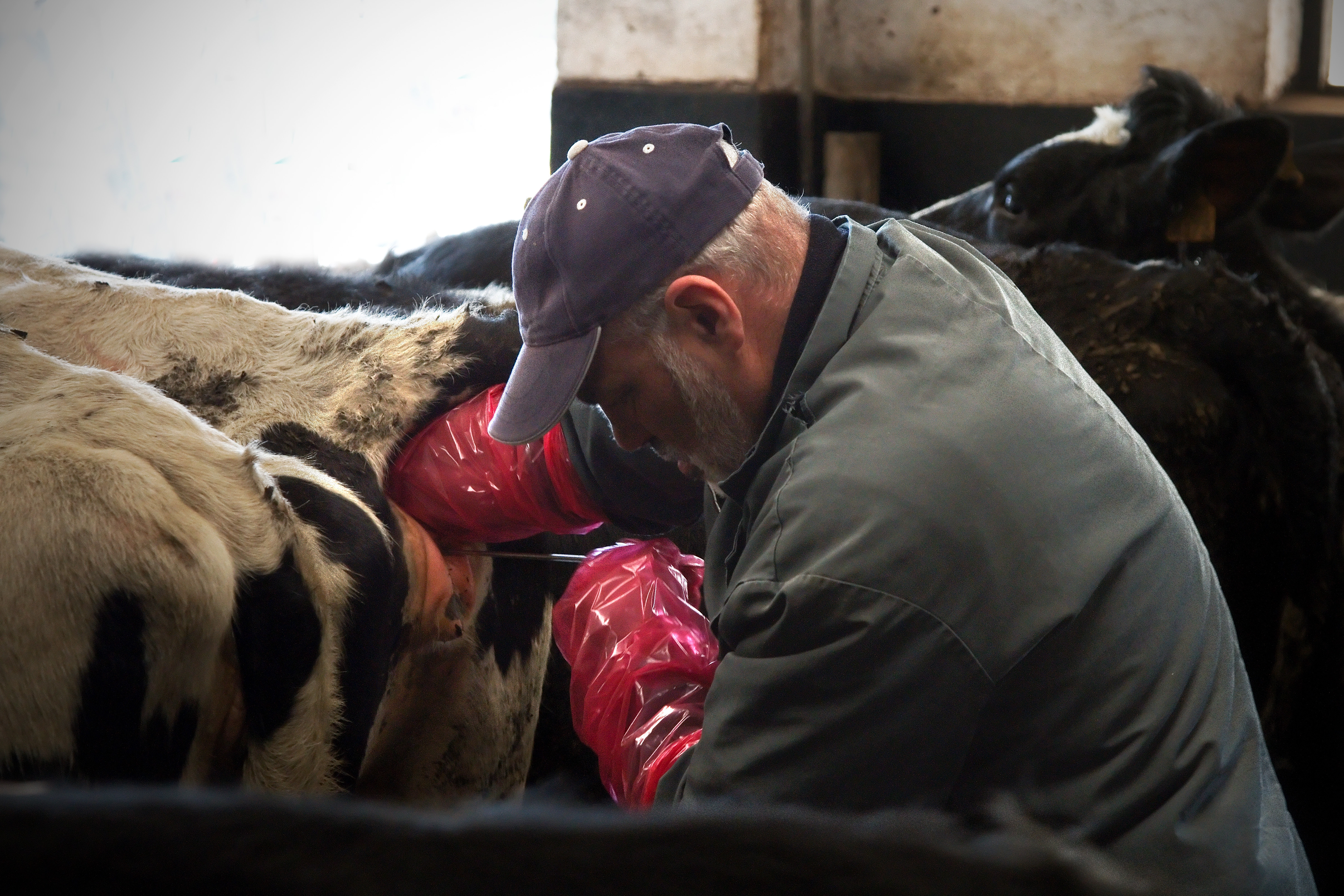
Искусственное осеменение коровы ректоцервикальным методом

Для осеменения коров и телок сперму вводят в шейку матки. Существует 3 способа введения её: ректоцервикальный, маноцервикальный и визоцервикальный.

## Сущность
Сущность состоит во введении спермы в половые пути самки при помощи инструментов. Данный способ создаёт богатейшие возможности для селекционно-племенной работы. Так, во много раз повышается использование высокоценных производителей. Спермой быка, заготовленной в течение года, можно осеменить 30—40 тысяч коров, а за всю жизнь бык способен произвести свыше 300 тысяч спермодоз.

## Трансплантация эмбрионов
Трансплантация эмбрионов — метод репродукции животных, сущность которого состоит в извлечении из половых путей самки-донора эмбрионов на ранних стадиях развития и перенос в половой тракт самки-реципиента. Он включает ряд биотехнических приёмов: вызывание суперовуляции у доноров, синхронизацию охоты у доноров и поиск эмбрионов и оценку по жизнеспособности, краткосрочное и долгосрочное хранение эмбрионов, подготовку их к использованию, пересадку эмбрионов реципиентам. В ряде случаев метод дополняют культивированием овариальных ооцитов и оплодотворением их вне организма.